# ハンガリーグランプリ
ハンガリーグランプリ（ハンガリーGP, 英: Hungarian Grand Prix, ハンガリー語: Magyar Nagydíj）は、ハンガリーのハンガロリンクで開催されている自動車レースであり、1986年以降行われているF1のレースのひとつ。

## 概要
1986年のF1初開催時は、共産主義体制下にあった東欧諸国での唯一のF1グランプリとして注目されるレースとなった。

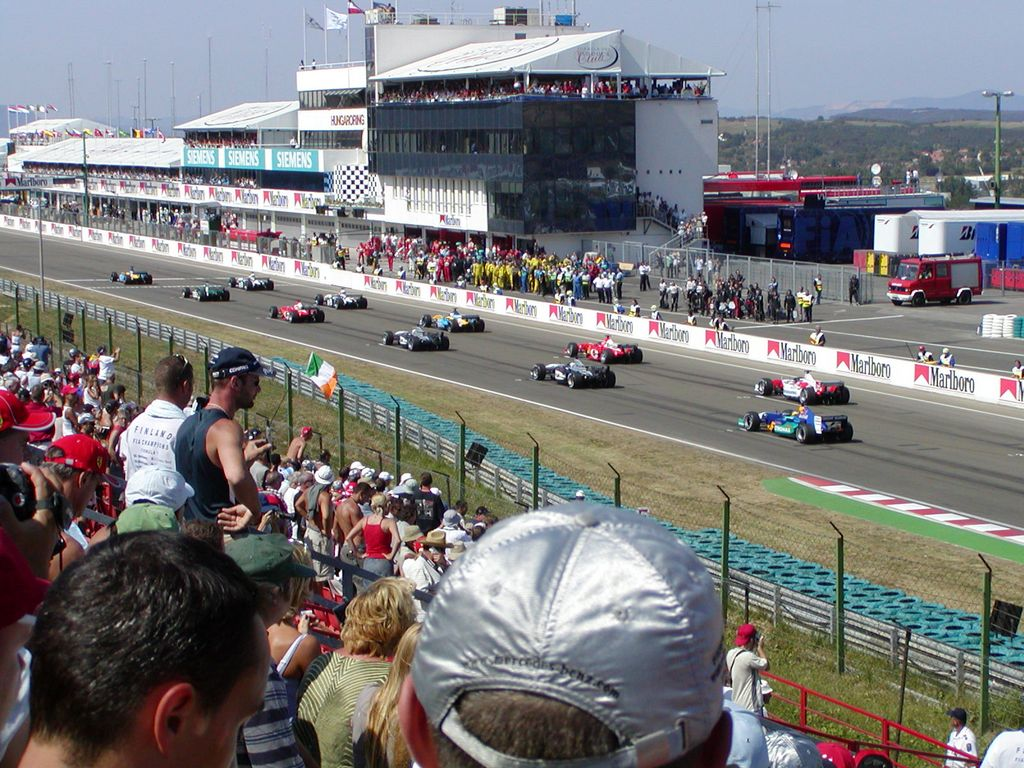
2003年ハンガリーGP

地理的に東欧（特に隣国オーストリア）や北欧からの観客が多い。そのため、母国でGPが開催されない東欧・北欧圏のドライバーにとってはホームグランプリとしての扱いもされる。
開催コースのハンガロリンクは予選のグリッドと決勝の戦略が非常に大きいウェイトを占めるグランプリとなっている。その背景はコースが低速コースに分類され、メディアからは「壁のないモナコ」と称されるように、コース幅が狭くストレートが短いため、コース特性的にオーバーテイクが難しいレイアウトと認識されている。その関係で抜くに抜けない膠着状態となってしまい、いわゆる「トレイン状態」「レーシングスクール状態」になる事もあるため、上位スタートが優位とされる。
その一方でハンガロリンクのポールシッターは40戦17勝と勝率は5割を切っている。これは、真夏のバカンス期の開催であるうえ、盆地に位置するので例年晴天、高温のレースになる事が多いため、環境によるドライバーへの負担も大きく、ブレーキおよびエンジン（パワーユニット）の熱負担、シフト回数も多いことによるギアボックスへの負担も大きいことから、車体側の負担も問われるコースでもあるため、マシンの速さも当然の事ながら、チームの戦略、マシンの信頼性、ピット作業なども明暗を分けることもある。そのため、レースに劇的な展開が突然起きること（番狂わせ）も起きたことがある。
実際、記録で見ても、チームとしては3チーム（ウィリアムズ、マクラーレン、メルセデス）の3連勝が最多で、ドライバーとしての連勝記録もルイス・ハミルトンが2018年から2020年にかけて3連勝したのが最多であり、彼以外は2連勝以下に留まっている。特に2002年から2008年まで毎年別々の勝者が生まれており、そのうち3人が初優勝である。
2009年からコスト削減の一環としてサマーブレイクが導入されたため、サマーブレイク前の最後のレースとなることが多い。それを考慮しなくても、レース数で言えば、シーズン中盤戦に位置することが多く、タイトル争いの分岐点として扱われることが多いが、チャンピオン争いが独走となった1992年のナイジェル・マンセル、2001年のミハエル・シューマッハはこのレースでチャンピオンを確定させた。2002年のミハエル・シューマッハは2戦前のフランスGPでチャンピオンが決定したため、唯一チャンピオン決定後となっている。
ハンガロリンクでは、2032年まで継続開催される予定である。

## 余談
2004年にミハエル・シューマッハがハンガロリンクを制し、その年のチャンピオンになったが、2005年以降、13年にわたりその年のハンガロリンクを勝利したドライバーは年間チャンピオンになっていないという奇妙なジンクスも生まれた。ただ、初開催の1986年から2004年までの間、ハンガリーGPを制したドライバーがその年のチャンピオンを獲得したのは19回中8回となっており、統計上2005年以前からそのジンクスの兆候が見られた年もあった。2018年にルイス・ハミルトンがそのジンクスを破り、2019年と2020年もハンガリーGPを制してその年のチャンピオンを獲得している。その後、2022年・2023年のマックス・フェルスタッペンも同GPを制してその年のチャンピオンを獲得した。
他にも2015年から2017年にかけてホンダのパワーユニットを搭載したマクラーレンだが、この時期のホンダ製エンジンの性能の低さもあり、その3年間は振るわない成績であったが、このハンガリーGPに限っては2015年から5位、5位、6位（ドライバーはいずれもフェルナンド・アロンソ。2017年にはファステストラップを記録した。）と3年間好成績を残している。
F1の歴史において、いくつかの記録も生まれており、F1通算100人目の記録が二つ（初優勝とキャリア初ポールポジション）生まれたGPでもある。また、初開催から同一コースでの連続開催の回数という点では、結果的にハンガリーGPを上回る回数を開催したことがある国々を上回る結果となった。なぜなら、初開催から同一コースでの連続開催の回数で言えば、国としての開催数ではハンガリーを上回っていても、コース変更の経歴や数年間の未開催の時期があるため、記録上、初開催から同一コースで31回連続開催を迎えた時点（2016年）でもモナコGP（モンテカルロ市街地コース）に次ぐ最長記録となっている。同一コースでの連続開催については、2020年に新型コロナウイルスの感染拡大の影響によってモナコGPが開催中止となり、1955年以来続いていた連続開催が途切れたことにより、1981年以来続いているモンツァ・サーキット（イタリアGP）に次ぐ2番目となっている。

## 主な出来事
- 1986年 - 先頭を走るアイルトン・セナ（ロータス）と2位のネルソン・ピケ（ウィリアムズ）が1コーナーでバトルを展開。最初のアタックではインを差したピケのラインが膨らんだ隙にセナが抜き返す。2度目はピケがアウト側から被せ、マシンをドリフトさせながら前に出た。
- 1987年 - ナイジェル・マンセル（ウィリアムズ）がレースをリードしていたが、残り6周という所でリアタイヤのホイールナットが外れてリタイアした。
- 1989年 - リカルド・パトレーゼ（ウィリアムズ）が6年ぶりにポールポジションを獲得。決勝は12番手スタートのマンセル（フェラーリ）が順位を上げ、周回遅れを利用してセナ（マクラーレン）をかわして優勝した。
- 1992年 - 2位でフィニッシュしたマンセル（ウィリアムズ）が悲願のチャンピオンを獲得。16戦中11戦目という当時最短でのタイトル決定戦となった。
- 1993年 - デイモン・ヒル（ウィリアムズ）がF1初優勝。父親のグラハムに続き史上初の親子2代ウィナーとなった。
- 1995年 - アロウズの井上隆智穂がエンジントラブルのためマシンを停めた直後、エンジンから出火。消火器を持って自ら消火しようとした所、後方からやってきたマーシャルカー（救急車）に撥ねられる事故が発生。井上はボンネットに乗り上げ、脚の傷みのため倒れこんでしまった。レース終了後に病院に搬送されたものの、大事には至らなかった。この撥ねられたシーンを含め事故の一部始終は国際映像で放送されていた。
- 1997年 - アロウズに移籍した前年度王者ヒルが予選3位、決勝でも11周目にミハエル・シューマッハ（フェラーリ）を抜いてトップを快走。アロウズならびにヤマハエンジン、ブリヂストンタイヤにとってのF1初優勝に近づいたが、残り2周で油圧トラブルが発生して急失速、惜しくも2位に終わるも、表彰台に駆け付けた観客からはデイモンコール一色であった。
- 1998年 - ミハエル・シューマッハ（フェラーリ）が想定外の3ピットストップ作戦を敢行、マクラーレンの2台を逆転して優勝した。
- 2001年 - ミハエル・シューマッハ（フェラーリ）が優勝し、2年連続4度目のチャンピオンを獲得。また、コンストラクターズにおいてもフェラーリが3年連続11度目のチャンピオンも獲得した。
- 2003年 - フェルナンド・アロンソ（ルノー）がスペイン人ドライバーとしてF1初優勝。当時の最年少優勝記録も作る。
- 2006年 - ジェンソン・バトン（ホンダ）がF1初優勝。ホンダのコンストラクターとしての勝利は1967年イタリアGP以来。
- 2007年 - 予選Q3でアロンソ（マクラーレン）がピットスタートを遅らし、チームメイトのルイス・ハミルトンがタイムアタックに入る機会を妨害したとして、5グリッド降格処分を受ける。
- 2008年 - 抜群のスタートを決めて先頭を快走するフェリペ・マッサ（フェラーリ）が残り3周という所でストップし、ヘイキ・コバライネン（マクラーレン）がF1初優勝。F1通算100人目のウィナーになった。
- 2009年 - フェリペ・マッサ（フェラーリ）のヘルメットに前走車から外れたパーツが直撃。頭部に重傷を負い、シーズン残りを欠場（この事故が頭部保護デバイス「Halo」導入のきっかけとなる）。決勝ではルイス・ハミルトン（マクラーレン）がKERS搭載車として初優勝。
- 2015年 - 2014年の開幕戦オーストラリアGPから続いていたメルセデスのチームとしての連続表彰台記録が28でストップ[5]。セバスチャン・ベッテル（フェラーリ）がハンガリーGP初優勝。
- 2016年 - 予選Q1は雨のため4回の赤旗が出され、11台が107%ルールをクリアできないハプニングがあった（例外的な状況と判断され全車決勝に出走した）。ハミルトン（メルセデス）が優勝し、ハンガリーGPの単独最多勝利ドライバーとなる5勝目を記録。
- 2019年 - マックス・フェルスタッペン（レッドブル）が自身のキャリア初ポールポジションを獲得したうえ、F1通算100人目となるポールポジション獲得者となった。決勝ではハミルトンがタイヤ戦略によってフェルスタッペンを逆転し、自身が持つハンガリーGPの最多勝利記録を7に伸ばした。
- 2020年 - ハミルトンがポール・トゥ・ウィンでハンガリーGP8勝目を挙げ、ミハエル・シューマッハがフランスGPで挙げた同一GPの最多勝利数に並んだ。
- 2021年 - 多重クラッシュによる中断後のスタンディングスタートでグリッドに1台しか並ばない珍事。また、エステバン・オコンが初優勝し、オールフランス（チーム（アルピーヌ）・パワーユニット（ルノー）・ドライバー）による優勝を38年ぶりに達成した[6][7]。
- 2023年 - レッドブルが開幕11連勝を飾り[8]、1988年のマクラーレンに並ぶ。また、2022年最終戦アブダビGPから12連勝となり、F1新記録を達成[9]。
- 2024年 - ポールポジションがランド・ノリス、2番手スタートがオスカー・ピアストリでレース開始後、1週目にピアストリが先頭へ。マクラーレン内の戦略の混乱やチームオーダーも経て、ピアストリが初優勝した。
- 2025年 - 1ストップ作戦を敢行したノリスが猛追するピアストリを抑え、前年とは逆の結果でマクラーレンが1-2フィニッシュを決めた[10]。

## 過去の結果と開催サーキット
- ピンク地はF1世界選手権以外で開催された年。

| 年          | 決勝日     | ラウンド   | サーキット     | 勝者                       | コンストラクター        | 結果       |
| ----------- | ---------- | ---------- | -------------- | -------------------------- | ----------------------- | ---------- |
| 1936        | 6月21日    | 非選手権   | ネープリゲト   | タツィオ・ヌヴォラーリ     | アルファロメオ          | 詳細       |
| 1937 - 1985 | 開催されず | 開催されず | 開催されず     | 開催されず                 | 開催されず              | 開催されず |
| 1986        | 8月10日    | 11         | ハンガロリンク | ネルソン・ピケ             | ウィリアムズ-ホンダ     | 詳細       |
| 1987        | 8月09日    | 9          | ハンガロリンク | ネルソン・ピケ             | ウィリアムズ-ホンダ     | 詳細       |
| 1988        | 8月07日    | 10         | ハンガロリンク | アイルトン・セナ           | マクラーレン-ホンダ     | 詳細       |
| 1989        | 8月13日    | 10         | ハンガロリンク | ナイジェル・マンセル       | フェラーリ              | 詳細       |
| 1990        | 8月12日    | 10         | ハンガロリンク | ティエリー・ブーツェン     | ウィリアムズ-ルノー     | 詳細       |
| 1991        | 8月11日    | 10         | ハンガロリンク | アイルトン・セナ           | マクラーレン-ホンダ     | 詳細       |
| 1992        | 8月16日    | 11         | ハンガロリンク | アイルトン・セナ           | マクラーレン-ホンダ     | 詳細       |
| 1993        | 8月15日    | 11         | ハンガロリンク | デイモン・ヒル             | ウィリアムズ-ルノー     | 詳細       |
| 1994        | 8月14日    | 10         | ハンガロリンク | ミハエル・シューマッハ     | ベネトン-フォード       | 詳細       |
| 1995        | 8月13日    | 10         | ハンガロリンク | デイモン・ヒル             | ウィリアムズ-ルノー     | 詳細       |
| 1996        | 8月11日    | 12         | ハンガロリンク | ジャック・ヴィルヌーヴ     | ウィリアムズ-ルノー     | 詳細       |
| 1997        | 8月10日    | 11         | ハンガロリンク | ジャック・ヴィルヌーヴ     | ウィリアムズ-ルノー     | 詳細       |
| 1998        | 8月16日    | 12         | ハンガロリンク | ミハエル・シューマッハ     | フェラーリ              | 詳細       |
| 1999        | 8月15日    | 11         | ハンガロリンク | ミカ・ハッキネン           | マクラーレン-メルセデス | 詳細       |
| 2000        | 8月13日    | 12         | ハンガロリンク | ミカ・ハッキネン           | マクラーレン-メルセデス | 詳細       |
| 2001        | 8月19日    | 13         | ハンガロリンク | ミハエル・シューマッハ     | フェラーリ              | 詳細       |
| 2002        | 8月18日    | 13         | ハンガロリンク | ルーベンス・バリチェロ     | フェラーリ              | 詳細       |
| 2003        | 8月24日    | 13         | ハンガロリンク | フェルナンド・アロンソ     | ルノー                  | 詳細       |
| 2004        | 8月15日    | 13         | ハンガロリンク | ミハエル・シューマッハ     | フェラーリ              | 詳細       |
| 2005        | 7月31日    | 13         | ハンガロリンク | キミ・ライコネン           | マクラーレン-メルセデス | 詳細       |
| 2006        | 8月06日    | 13         | ハンガロリンク | ジェンソン・バトン         | ホンダ                  | 詳細       |
| 2007        | 8月05日    | 11         | ハンガロリンク | ルイス・ハミルトン         | マクラーレン-メルセデス | 詳細       |
| 2008        | 8月03日    | 11         | ハンガロリンク | ヘイキ・コバライネン       | マクラーレン-メルセデス | 詳細       |
| 2009        | 7月26日    | 10         | ハンガロリンク | ルイス・ハミルトン         | マクラーレン-メルセデス | 詳細       |
| 2010        | 8月01日    | 12         | ハンガロリンク | マーク・ウェバー           | レッドブル-ルノー       | 詳細       |
| 2011        | 7月31日    | 11         | ハンガロリンク | ジェンソン・バトン         | マクラーレン-メルセデス | 詳細       |
| 2012        | 7月29日    | 11         | ハンガロリンク | ルイス・ハミルトン         | マクラーレン-メルセデス | 詳細       |
| 2013        | 7月28日    | 10         | ハンガロリンク | ルイス・ハミルトン         | メルセデス              | 詳細       |
| 2014        | 7月27日    | 11         | ハンガロリンク | ダニエル・リカルド         | レッドブル-ルノー       | 詳細       |
| 2015        | 7月26日    | 10         | ハンガロリンク | セバスチャン・ベッテル     | フェラーリ              | 詳細       |
| 2016        | 7月24日    | 11         | ハンガロリンク | ルイス・ハミルトン         | メルセデス              | 詳細       |
| 2017        | 7月30日    | 11         | ハンガロリンク | セバスチャン・ベッテル     | フェラーリ              | 詳細       |
| 2018        | 7月29日    | 12         | ハンガロリンク | ルイス・ハミルトン         | メルセデス              | 詳細       |
| 2019        | 8月04日    | 12         | ハンガロリンク | ルイス・ハミルトン         | メルセデス              | 詳細       |
| 2020        | 7月19日    | 3          | ハンガロリンク | ルイス・ハミルトン         | メルセデス              | 詳細       |
| 2021        | 8月01日    | 11         | ハンガロリンク | エステバン・オコン         | アルピーヌ-ルノー       | 詳細       |
| 2022        | 7月31日    | 13         | ハンガロリンク | マックス・フェルスタッペン | レッドブル-RBPT         | 詳細       |
| 2023        | 7月23日    | 12         | ハンガロリンク | マックス・フェルスタッペン | レッドブル-ホンダ・RBPT | 詳細       |
| 2024        | 7月21日    | 13         | ハンガロリンク | オスカー・ピアストリ       | マクラーレン-メルセデス | 詳細       |
| 2025        | 8月03日    | 14         | ハンガロリンク | ランド・ノリス             | マクラーレン-メルセデス | 詳細       |

### 開催されたサーキット

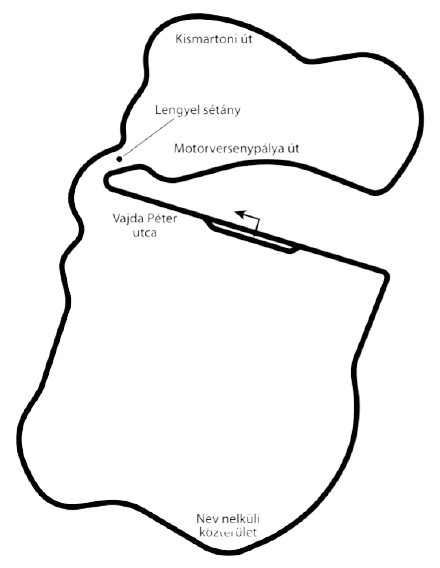
ネープリゲト（1936）
ハンガロリンク（1986-1988）
ハンガロリンク（1989-2002）
ハンガロリンク（2003-）

## 優勝回数
複数回勝利を挙げた者のみ対象とする。

### ドライバー
| 回数 | ドライバー                 | 優勝年                                         |
| ---- | -------------------------- | ---------------------------------------------- |
| 8    | ルイス・ハミルトン         | 2007, 2009, 2012, 2013, 2016, 2018, 2019, 2020 |
| 4    | ミハエル・シューマッハ     | 1994, 1998, 2001, 2004                         |
| 3    | アイルトン・セナ           | 1988, 1991, 1992                               |
| 2    | ネルソン・ピケ             | 1986, 1987                                     |
| 2    | デイモン・ヒル             | 1993, 1995                                     |
| 2    | ジャック・ヴィルヌーヴ     | 1996, 1997                                     |
| 2    | ミカ・ハッキネン           | 1999, 2000                                     |
| 2    | ジェンソン・バトン         | 2006, 2011                                     |
| 2    | セバスチャン・ベッテル     | 2015, 2017                                     |
| 2    | マックス・フェルスタッペン | 2022, 2023                                     |

- 太字は2025年のF1世界選手権に参戦中のドライバー。

### コンストラクター
| 回数 | コンストラクター | 優勝年                                                                       |
| ---- | ---------------- | ---------------------------------------------------------------------------- |
| 13   | マクラーレン     | 1988, 1991, 1992, 1999, 2000, 2005, 2007, 2008, 2009, 2011, 2012, 2024, 2025 |
| 7    | ウィリアムズ     | 1986, 1987, 1990, 1993, 1995, 1996, 1997                                     |
| 7    | フェラーリ       | 1989, 1998, 2001, 2002, 2004, 2015, 2017                                     |
| 5    | メルセデス       | 2013, 2016, 2018, 2019, 2020                                                 |
| 4    | レッドブル       | 2010, 2014, 2022, 2023                                                       |

- 太字は2025年のF1世界選手権に参戦中のコンストラクター。

### エンジン
| 回数 | メーカー   | 優勝年                                                                                   |
| ---- | ---------- | ---------------------------------------------------------------------------------------- |
| 15   | メルセデス | 1999, 2000, 2005, 2007, 2008, 2009, 2011, 2012, 2013, 2016, 2018, 2019, 2020, 2024, 2025 |
| 9    | ルノー     | 1990, 1993, 1995, 1996, 1997, 2003, 2010, 2014, 2021                                     |
| 7    | フェラーリ | 1989, 1998, 2001, 2002, 2004, 2015, 2017                                                 |
| 6    | ホンダ     | 1986, 1987, 1988, 1991, 1992, 2006                                                       |

- 太字は2025年のF1世界選手権に参戦中のメーカー。

1. ↑  1999-2005年はイルモアが製造。
2. ↑  ホンダ・レーシング(HRC)が製造するRBPT及びホンダ・RBPTと記録は別扱い。